# Theodor Stolojan
Theodor Dumitru Stolojan (Târgoviște, 24 de octubre de 1943) es un político rumano que fue primer ministro de Rumania de septiembre de 1991 a noviembre de 1992. Economista de formación, fue dirigente del Partido Demócrata Liberal, ejerciendo como eurodiputado por esta formación entre 2007 y 2019. 

## Biografía
Antes de la Revolución rumana de 1989, trabajó en el Comité de Planificación del Estado, junto con Nicolae Văcăroiu, que fue presidente del Senado entre el 20 de diciembre de 2000 y el 14 de octubre de 2008.
Durante el gobierno de Nicolae Ceauşescu trabajó en el Ministerio de Finanzas entre 1972 y 1977 como economista en el Departamento de Presupuestos del Estado, luego entre 1978 y 1982 como Jefe de Contabilidad de Presupuestos del Estado y luego como subdirector del Departamento de Divisas y Relaciones Financieras Internacionales hasta la Revolución rumana. Fue primer ministro de Rumania de septiembre de 1991 a noviembre de 1992, trabajando posteriormente para el Banco Mundial y para una empresa privada rumana.
En 1992, el gobierno de Stolojan inició un plan de austeridad, limitando los salarios y liberalizando aún más los precios. La situación económica se deterioró y la inflación y el desempleo aumentaron sustancialmente.
En 2000 volvió a la política como miembro del Partido Nacional Liberal (PNL); se postuló a la presidencia de Rumanía en las elecciones de noviembre de 2000, pero quedó tercero, detrás de Ion Iliescu y Corneliu Vadim Tudor. Fue nombrado presidente del PNL en agosto de 2002.
En 2003 su partido se acercó al líder del Partido Demócrata Traian Băsescu, entonces alcalde de Bucarest, e inició una alianza llamada "D.A. - Dreptate şi Adevăr" (Justicia y Verdad). En febrero de 2004, fue elegido como candidato de la alianza en las elecciones presidenciales rumanas de noviembre de 2004.
El 2 de octubre de 2004, Stolojan abandonó sorprendentemente la dirección del PNL y también se retiró de la carrera presidencial. Citó serios problemas de salud como una razón para su decisión. Stolojan se convirtió en asesor principal de Băsescu después de que este último asumiera la presidencia el 20 de diciembre de 2004.
El 10 de octubre de 2006, Stolojan fue expulsado del PNL y en diciembre formó un nuevo partido, el Partido Liberal Demócrata (PLD), elegido presidente de la formación en el primer congreso del PLD el 31 de marzo de 2007. En enero de 2008, el PLD se fusionó con el Partido Demócrata para formar el Partido Liberal Democrático (PDL), del que Stolojan era entonces miembro.
El PDL obtuvo el mayor número de escaños en las elecciones de 2008, y el 10 de diciembre de 2008, Stolojan fue designado primer ministro de Rumania por el presidente Traian Băsescu. Cinco días más tarde, retiró su aceptación, diciendo que renunciaba en favor de un candidato más joven; siendo elegido Emil Boc.